# Husa velká
Husa velká (též husa divoká nebo šedá; Anser anser) je široce rozšířený druh eurasijské husy. Společně s husou labutí (A. cygnoides) je též předkem všech plemen husy domácí (A. anser f. domesticus) vyšlechtěné ve střední Evropě.

## Popis

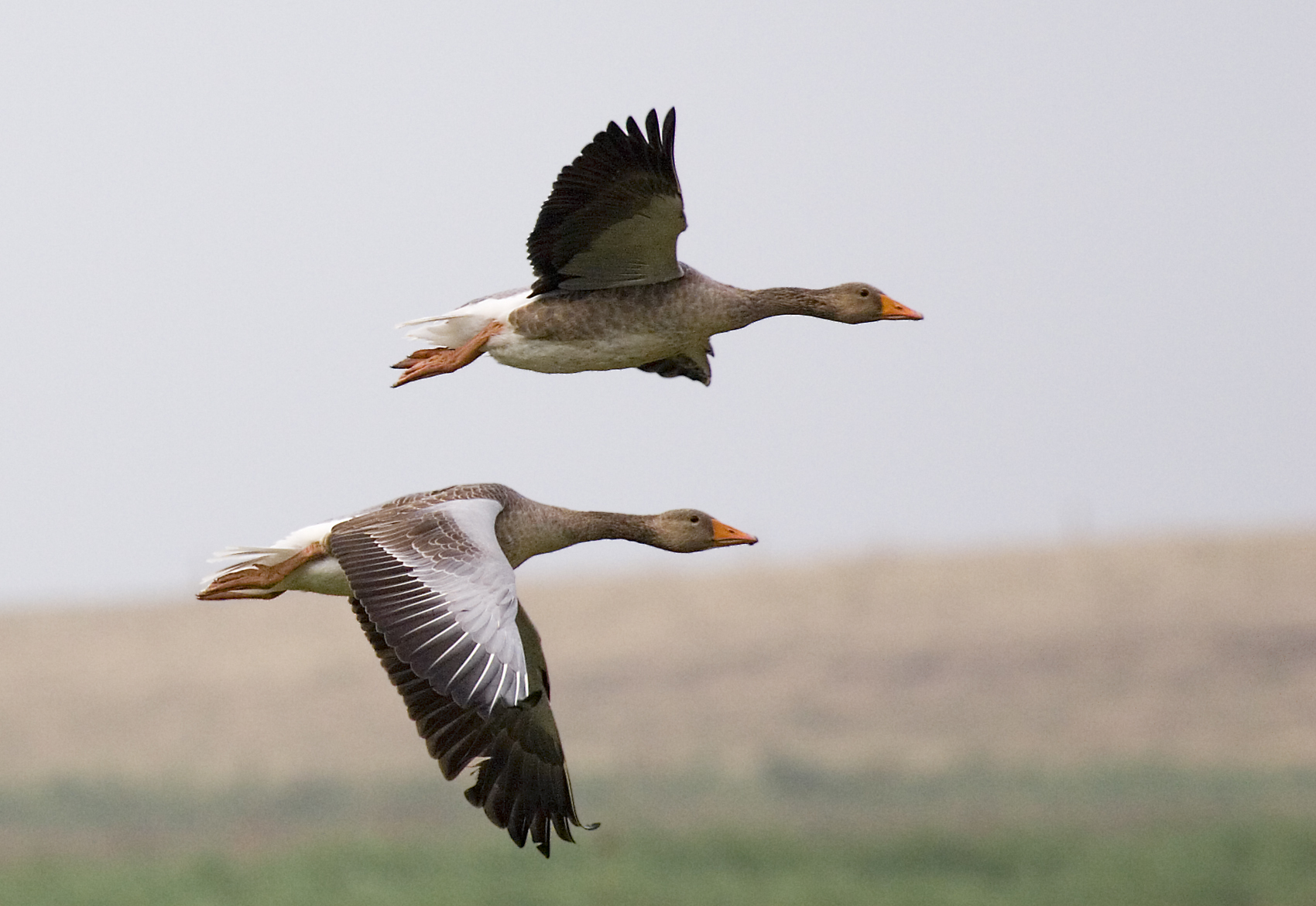
Dvojice letících hus velkých

Je největší původní husou české přírody, dorůstá délky 75–100 cm, v rozpětí křídel měří 147–180 cm a váží 2,5–4 kg. Hmotnost u samců se přitom pohybuje mezi 3–5 kg, u samic pak mezi 2–3,5 kg. Má zavalité tělo, dlouhá silná brka a silný zobák. Opeření má hnědošedé s tmavším zbarvením na hlavě a světlejším břichem s proměnlivým černým pruhováním. Svrchní strana křídel je převážně světlá s černými letkami, končetiny má růžové a zobák žlutý (u poddruhu husa velká evropská – A. a. anser) nebo růžový (u poddruhu husa velká asijská – A. a. rubrirostris). Obě pohlaví se zbarvením neliší, mladí ptáci pak postrádají černé zbarvení na břiše a mají navíc i šedé končetiny a šedožlutý zobák.
Ve střední Evropě žije podobná husa polní (A. fabalis), která je celkově hnědší a od husy velké se liší také tmavým zobákem s různě širokým oranžovým pruhem.

### Hlas
U druhu bylo zaznamenáno více než 12 různých hlasových projevů, z nichž je nejčastější a nejznámější tříslabičné „ga-ga-ga“, které zní v porovnání s jinými husami drsněji a hlouběji.

## Rozšíření

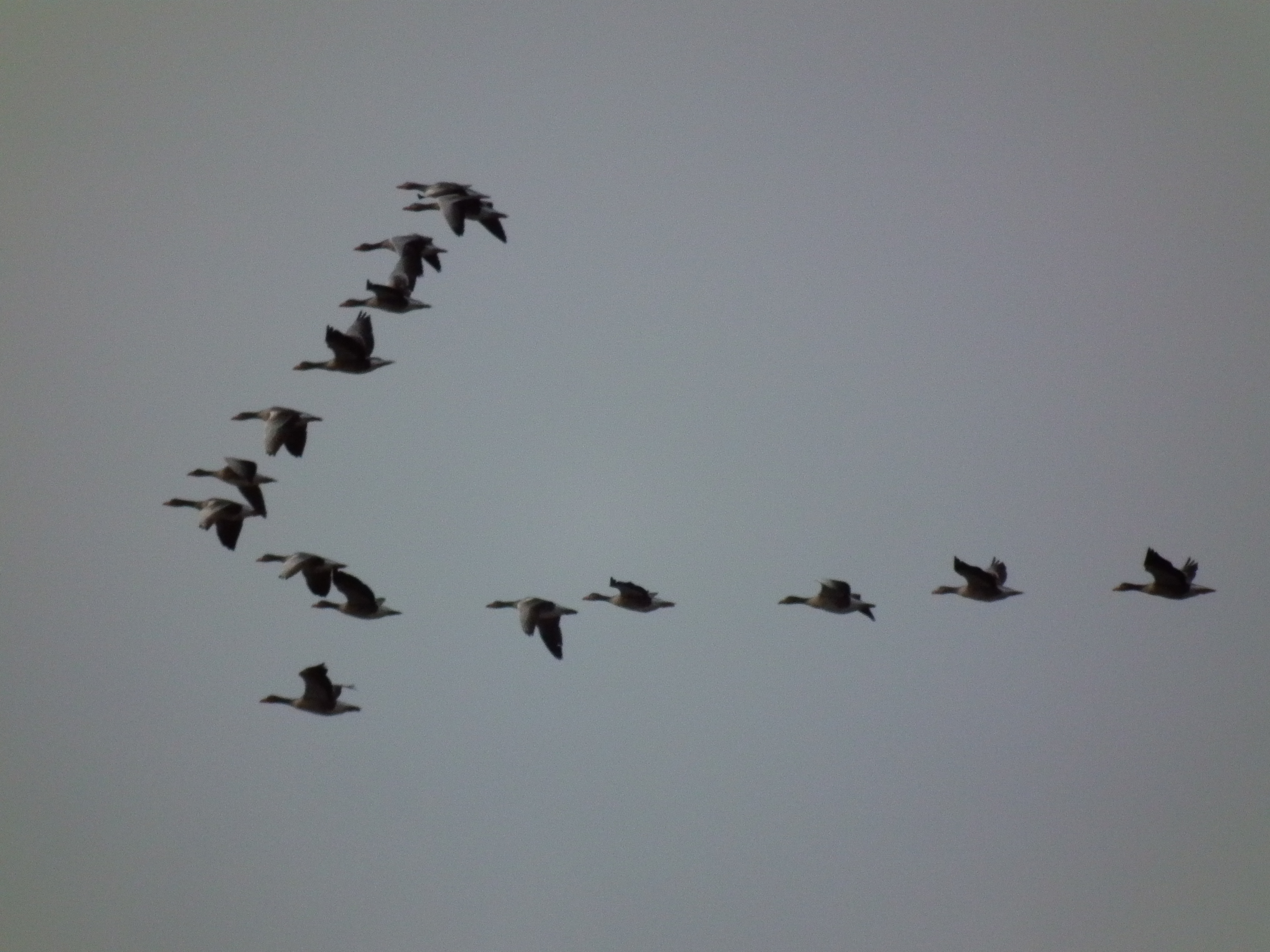
Hejno letících hus

Husa velká žije na rozsáhlém území Eurasie. Její rozšíření pozměnil člověk, jelikož se jedná o lovný druh. Hnízdí zejména v severní a východní Evropě (na Islandu, ve Skandinávii, Německu, Polsku) a v Asii v rozmezí od Turecka až po Čínu. Člověkem byla zavlečena též na Falklandské ostrovy. Většina populací je tažných, evropští ptáci zimují ve Velké Británii (v případě islandské populace), Nizozemsku, Španělsku, Francii, Středomoří a severní Africe.
Evropská populace čítá 120 000 – 190 000 párů.
V Česku hnízdí hlavně na rybníčcích v oblastech jižních Čech a Moravy. Počet hnízdících ptáků je zde přitom odhadován na 580–670 párů.

## Stanoviště
K životu preferuje močály, jezera a rybníky s dostatečně zarostlými břehy, ostrůvky a přilehlými loukami, na kterých pátrá po potravě. Polodivoce se s ní lze setkat též na větších parkových jezírcích.

## Způsob života
Může být aktivní jak ve dne, tak v noci. Hřaduje na otevřených vodních plochách. Žije v trvalých párech, které se s výjimkou hnízdního období sdružují v hejnech čítajících i několik tisíc jedinců. Od září do konce října odlétá na jih, odkud se zpět do střední Evropy vrací již během února. Migruje ve známých formacích tvaru písmene V.

### Potrava

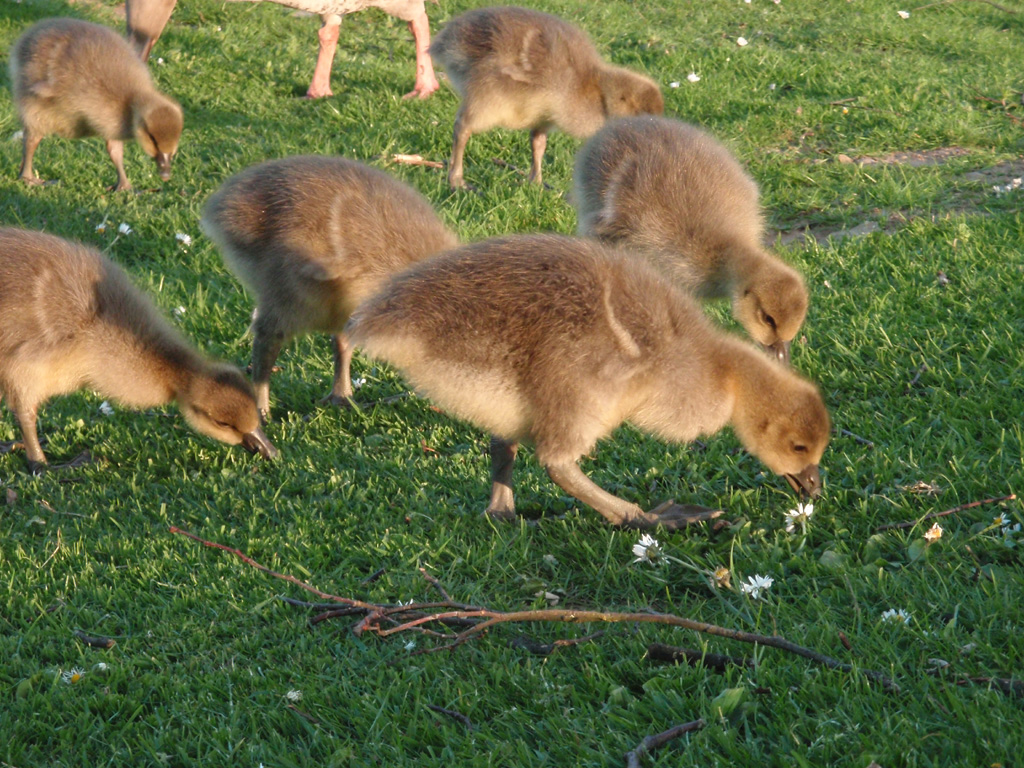
Mláďata

Živí se téměř výhradně rostlinnou stravou, požírá přitom jak rostliny vodní, tak suchozemské. Nejčastěji se v její potravě objevují různé druhy travin. Dále se živí kořínky, hlízami, bobulemi, semeny (např. obilnin) a ve velmi malé míře také malými vodními živočichy.

### Hnízdění

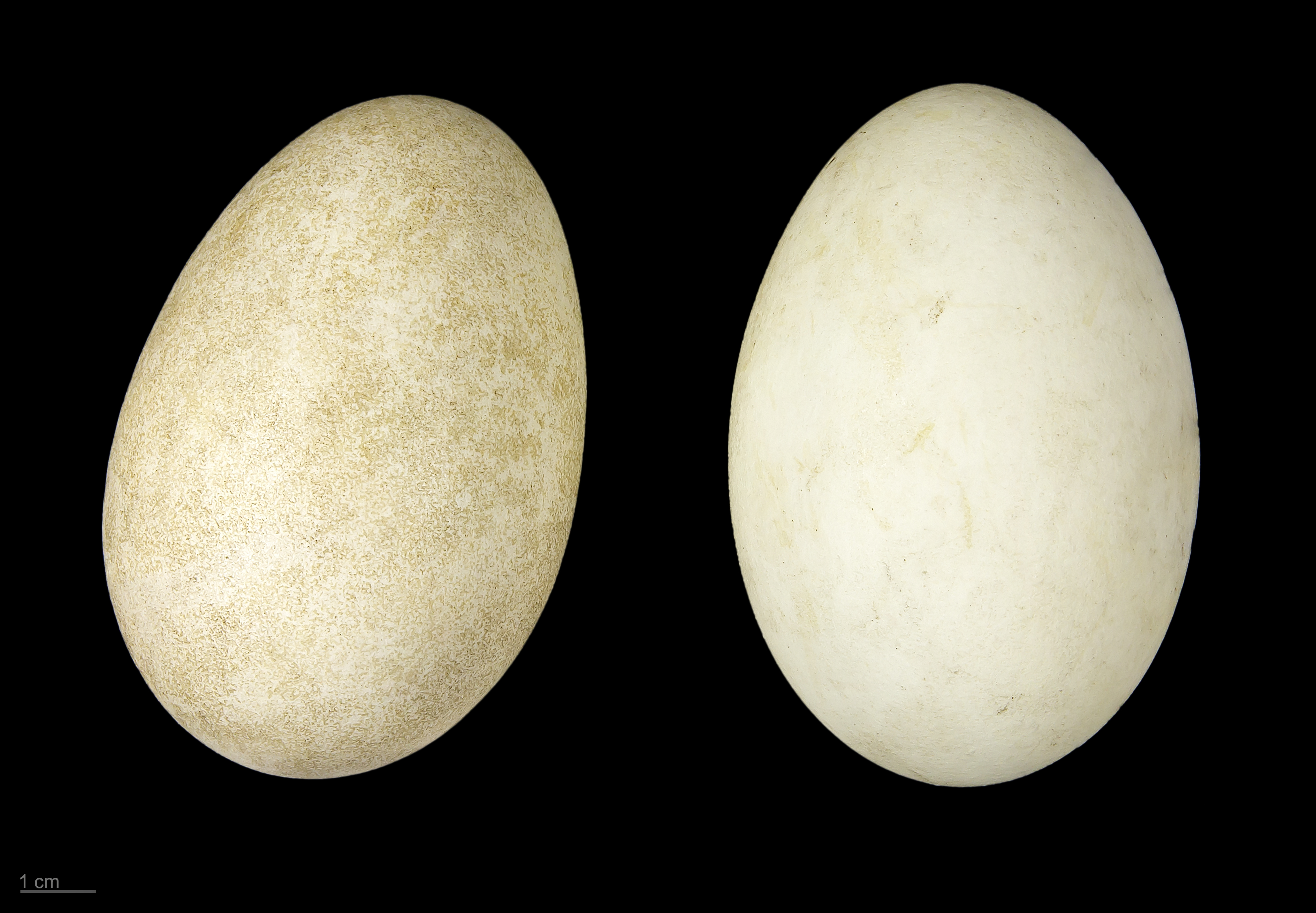
Vejce husy velké

Pohlavně dospívá ve věku 2–3 let. Hnízdí jednou ročně od března do července. Námluvy i samotné páření probíhá na vodě. Velké hnízdo z rákosových stébel a větviček staví samotná samice v rákosí, na vrbách i na ostrůvcích pod keři a následně jej vystýlá peřím. V jedné snůšce je 4–6 smetanově bílých, 85,9 × 58,4 mm velkých vajec, na jejichž 27–28denní inkubaci se podílí samotná samice. Samec během tohoto období zůstává v blízkosti hnízda a střeží jej před případnými predátory. Mláďata se rodí plně vyvinutá, opeřují se ve věku 50–60 dnů a s rodiči zůstávají obvykle až do začátku další hnízdní sezóny.
Ve volné přírodě se dožívá až 20 let. Zatím nejstarší volně žijící jedinec zaznamenaný v Evropě se dožil celých 23 let a 7 měsíců.

## Hospodářský význam
Z hlediska české myslivosti představuje husa velká lovnou zvěř. Je možno ji lovit v období od 16. srpna do 15. ledna.

## Ohrožení
Mezi hlavní predátory husy velké patří velcí dravci, jakými jsou zejména orli, krkavcovití, zdivočelí psi a lišky. Ohrožuje ji též ztráta přirozeného biotopu, kterou způsobuje např. vysušování mokřadů, znečišťování vod, otrava olovem a rušení na hnízdištích.